# Albert de la Chapelle den äldre
Albert Henrik de la Chapelle, född 23 februari 1871 i Helsingfors, död där 15 december 1932, var en finländsk barnläkare.
de la Chapelle blev medicine och kirurgie doktor 1907. Han blev docent i pediatrik vid Helsingfors universitet 1909, och läkare vid barnavdelningen av Maria sjukhus i Helsingfors 1914. de la Chapelles skrifter behandlade barnsjukdomar. Hans sonson var Albert de la Chapelle den yngre.